# 阿米特縣 (密西西比州)
阿米特县（英語：Amite County）是位于美国密西西比州南部与路易斯安那州接壤处的县。根据2020年人口普查显示，该县人口为12,720人。该县得名于流经此地的阿米特河，其县治为利伯蒂。